# Bulle Bas
Bulle Bas is een personage uit de Nederlandse stripreeks Tom Poes, bedacht en oorspronkelijk getekend door Marten Toonder. Hij is een antropomorfe hond, net als een aantal andere vaste personages in de strip. Net als Bul Super lijkt hij het meest op een buldog.
Bulle Bas debuteerde in het vierde tekststripverhaal De geheimzinnige roverhoofdman uit 1941.

## Personage

### Carrière
Bulle Bas is de politiecommissaris van Rommeldam, met als hoofddoel boeven te vangen. In het juridisch systeem van Rommeldam is hij bovendien bevoegd om een verdachte eigenhandig als openbaar aanklager voor de rechter te brengen. Het lidmaatschap van de Kleine Club geeft hem nog meer gezag.
Grondig onderzoek voor het bereiken van dit doel lijkt echter een ver-van-zijn-bed-show te zijn. Daardoor verdenkt hij heer Bommel vaak ten onrechte van een delict dat door iemand anders begaan is. Bulle Bas sluit de kasteelheer geregeld op, totdat elke keer blijkt dat heer Bommel onschuldig is. Deze rechterlijke dwalingen zijn voor een deel te wijten aan de onvoorwaardelijke trouw van Bulle Bas aan burgemeester Dickerdack, die hem echter dikwijls met weinig onderbouwde of in slechts zijns inziens Rommeldam dienende opdrachten op pad stuurt. Een andere factor is de naïeve en opzichtige levensstijl van heer Bommel, wat hem geregeld een makkelijk slachtoffer voor de justitie maakt.
Bulle Bas is qua karakter erg lichtgeraakt. Hij verbaliseert snel en treedt meestal pas laat daadwerkelijk op, maar toch redt hij heer Bommel geregeld uit de problemen. Reeds in zijn eerste verhaal redt Bulle Bas de hoofdpersonen.
Bulle Bas wordt al vanaf zijn allereerste optreden in de verhalen bijgestaan door brigadier Snuf. In De vrezelijke krakken gaat hij zelf met ziekteverlof en draagt de leiding aan zijn brigadier over. Bulle Bas werkt ook nauw samen met ambtenaar eersteklas Dorknoper.

### Privé
Hij woont met vrouw en kinderen in een klein en eenvoudig huisje in de Rommeldamse villawijk "De Heuvels". Zijn huis heeft een volkstuintje.

### Naam
De naam Bulle Bas is vermoedelijk een toespeling op "bullebak".

## Citaten
- 'Ik had je al een hele tijd in de gaten, Bommel!' 'altijd dezelfde!'
- 'Dat wordt een zware drukker, Bommel!' 'je zult een zware pijp roken!'
- 'Je bent er gloeiend bij, Bommel! Ik ga je opschrijven!/Ik ga je bekeuren! Hóe is je naam?!'

## Trivia
- Niet toevallig lijkt Bulle Bas qua uiterlijk op zijn "tegenhanger" in de strip, de louche zakenman en/of crimineel Bul Super, terwijl ook hun namen deels overeenkomen. Toonder deed dit bewust om de dunne lijn tussen wetshandhavers en wetsovertreders te duiden.
- Ondanks dat het vaak niet klikt tussen Bulle Bas en heer Bommel, nodigt heer Bommel de commissaris toch geregeld uit om in Bommelstein de goede afloop te vieren.